# Unionicola tricuspis
Unionicola tricuspis är en spindeldjursart. Unionicola tricuspis ingår i släktet Unionicola, och familjen Unionicolidae. Arten är reproducerande i Sverige.